# 中津川 (埼玉県)

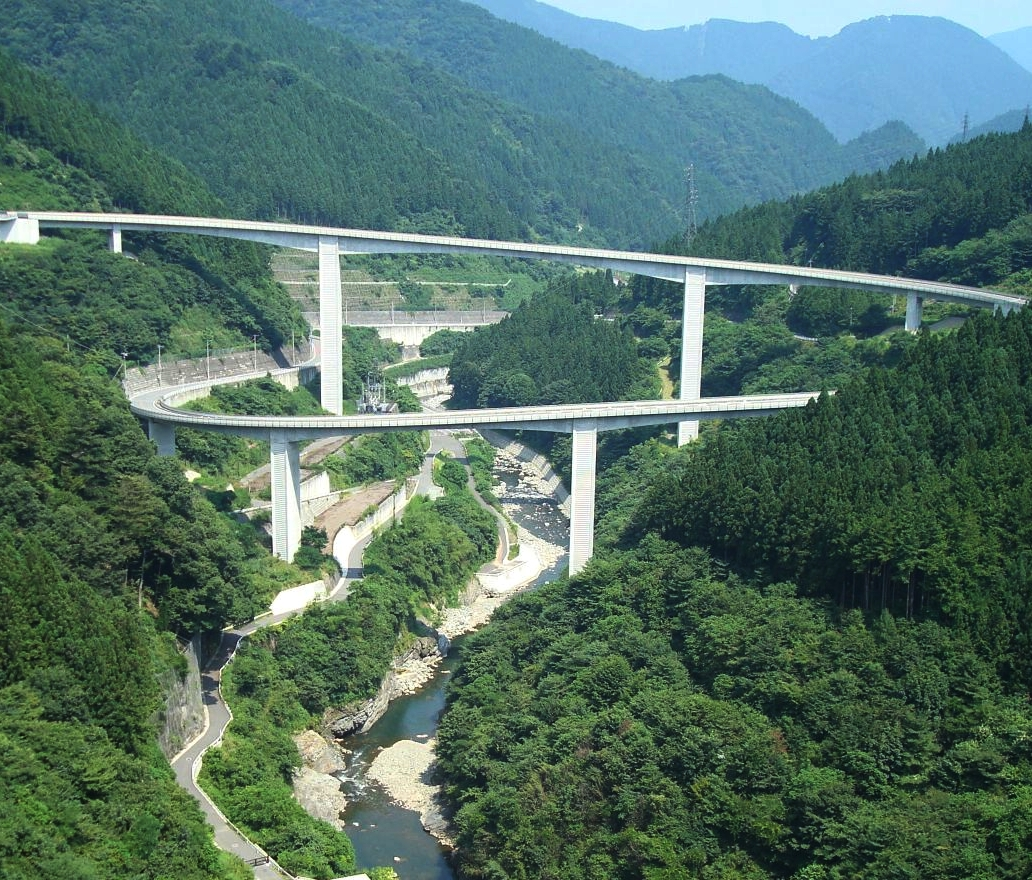
雷電廿六木橋

中津川（なかつがわ）は、埼玉県秩父市を流れる荒川水系の一級河川。流域にある中津峡は渓谷美に優れた紅葉の名所として知られる。

## 概要
秩父市大滝北部の長野県との県境を成す十文字峠北側に源を発し東に流れる。
三国山方面からの流れを集め、蛇行しながら中津川集落、中双里・塩沢集落を経て字落合地区で荒川に合流する。流域は秩父多摩甲斐国立公園に位置し深いV字谷を刻み込んでいる。流域の地質はチャートや砂岩からなる秩父古生層である。
上流部には中津川林道、下流部に埼玉県道210号中津川三峰口停車場線や国道140号が流域に沿って整備されている。下流部の中津峡には滝沢ダムが建設され、奥秩父もみじ湖が造られた。
神流川との合流点付近には「くぐり穴」という伝承が残されている。
かつて流域では林業が盛んであり、昭和初期までに大井川から鉄砲堰の技術が伝わり、木材の流送が盛んにおこなわれていた。

## 橋梁
- 中津川大橋[6]
- 新遊仙橋
- 廿六木大橋・大滝大橋（雷電廿六木橋）[7]

## 支流
- 神流川[1][2]